# Iers honkbalteam

De Ierse vlag.

De Noord-Ierse vlag.

Het Iers honkbalteam is een team van honkballers dat zowel de Republiek Ierland als Noord-Ierland vertegenwoordigt in internationale wedstrijden.
Het Iers honkbalteam sloot zich in 1994 aan bij de Europese Honkbalfederatie (CEB), de continentale bond voor Europa van de IBAF.
Zoals ook bij sommige andere sporten het geval is, bijvoorbeeld cricket, hockey en rugby, vormen Ieren en Noord-Ieren een gecombineerd team en maken Noord-Ieren dus geen deel uit van het Brits honkbalteam.